# Ermin Seratlić
Ermin Seratlić (in serbo Ермин Сератлић?; Podgorica, 21 agosto 1990) è un calciatore montenegrino, centrocampista del Mornar.

## Caratteristiche tecniche
Ala sinistra, può giocare anche come esterno sinistro.